# Trofeo NHK 2013
El Trofeo NHK 2013 es la cuarta competición del Grand Prix de patinaje artístico sobre hielo de la temporada 2013-2014. Tuvo lugar en Tokio, Japón, entre el 8 y el 10 de noviembre de 2013. Organizada por la federación de patinaje sobre hielo de Japón, la competición sirvió de clasificatorio para la final del Grand Prix.

## Participantes
Los siguientes patinadores tomaron parte en la competición:
| País           | Patinaje individual masculino                | Patinaje individual femenino           | Patinaje en parejas                                                          | Danza sobre hielo                                                         |
| -------------- | -------------------------------------------- | -------------------------------------- | ---------------------------------------------------------------------------- | ------------------------------------------------------------------------- |
| Canadá         |                                              |                                        | Paige Lawrence / Rudi Swiegers                                               | Piper Gilles / Paul Poirier                                               |
| China          |                                              |                                        | Peng Cheng / Zhang Hao Sui Wenjing / Han Cong                                |                                                                           |
| Alemania       |                                              |                                        |                                                                              | Tanja Kolbe / Stefano Caruso                                              |
| Georgia        |                                              | Elena Gedevanishvili                   |                                                                              |                                                                           |
| Italia         |                                              | Valentina Marchei                      |                                                                              | Anna Cappellini / Luca Lanotte                                            |
| Japón          | Takahito Mura Nobunari Oda Daisuke Takahashi | Mao Asada Akiko Suzuki Satoko Miyahara | Narumi Takahashi / Ryuichi Kihara                                            | Cathy Reed / Chris Reed                                                   |
| Rusia          | Konstantin Menshov Serguéi Voronov           | Aliona Leonova Yelena Radiónova        | Tatiana Volosozhar / Maksim Trankov Anastasiya Martiusheva / Alekséi Rogonov | Yelena Ilinyj / Nikita Katsalapov Victóriya Sinitsina / Ruslan Zhiganshin |
| España         | Javier Fernández                             |                                        |                                                                              |                                                                           |
| Estados Unidos | Max Aaron Jeremy Abbott Adam Rippon          | Gracie Gold Mirai Nagasu               | Marissa Castelli / Simon Shnapir Haven Denney / Brandon Frazier              | Meryl Davis / Charlie White Maia Shibutani / Alex Shibutani               |

## Resultados

### Patinaje individual masculino
| Clasificación | Nombre             | País                      | Puntuación total | Programa corto | Programa corto | Programa libre | Programa libre |
| ------------- | ------------------ | ------------------------- | ---------------- | -------------- | -------------- | -------------- | -------------- |
| 1             | Daisuke Takahashi  | Bandera de Japón          | 268,31           | 1              | 95,55          | 1              | 172,76         |
| 2             | Nobunari Oda       | Bandera de Japón          | 253,16           | 3              | 82,70          | 2              | 170,46         |
| 3             | Jeremy Abbott      | Bandera de Estados Unidos | 237,41           | 7              | 78,78          | 3              | 158,63         |
| 4             | Adam Rippon        | Bandera de Estados Unidos | 233,71           | 4              | 82,25          | 4              | 151,46         |
| 5             | Javier Fernández   | Bandera de España         | 230,45           | 2              | 84,78          | 8              | 145,67         |
| 6             | Takahito Mura      | Bandera de Japón          | 227,22           | 5              | 79,97          | 6              | 147,25         |
| 7             | Max Aaron          | Bandera de Estados Unidos | 223,35           | 8              | 76,21          | 7              | 147,14         |
| 8             | Konstantin Menshov | Bandera de Rusia          | 221,32           | 9              | 73,57          | 5              | 147,75         |
| 9             | Serguéi Voronov    | Bandera de Rusia          | 221,18           | 6              | 79,80          | 9              | 141,38         |

### Patinaje individual femenino
| Clasificación | Nombre               | País                      | Puntuación total | Programa corto | Programa corto | Programa libre | Programa libre |
| ------------- | -------------------- | ------------------------- | ---------------- | -------------- | -------------- | -------------- | -------------- |
| 1             | Mao Asada            | Bandera de Japón          | 207.59           | 1              | 71.26          | 1              | 136.33         |
| 2             | Yelena Radiónova     | Bandera de Rusia          | 191.81           | 3              | 62.83          | 2              | 128.98         |
| 3             | Akiko Suzuki         | Bandera de Japón          | 179.32           | 2              | 66.03          | 4              | 113.29         |
| 4             | Gracie Gold          | Bandera de Estados Unidos | 177.81           | 4              | 62.83          | 3              | 114.98         |
| 5             | Satoko Miyahara      | Bandera de Japón          | 170.21           | 6              | 58.39          | 5              | 111.82         |
| 6             | Valentina Marchei    | Bandera de Italia         | 168.95           | 5              | 61.90          | 6              | 107.05         |
| 7             | Aliona Leonova       | Bandera de Rusia          | 161.94           | 7              | 55.86          | 7              | 106.08         |
| 8             | Mirai Nagasu         | Bandera de Estados Unidos | 141.71           | 8              | 51.01          | 8              | 90.70          |
| 9             | Elena Gedevanishvili | Bandera de Georgia        | 129.24           | 9              | 45.14          | 9              | 84.10          |

### Patinaje en parejas
| Clasificación | Nombre                                   | País                                  | Puntuación total | Programa corto | Programa corto | Programa libre | Programa libre |
| ------------- | ---------------------------------------- | ------------------------------------- | ---------------- | -------------- | -------------- | -------------- | -------------- |
| 1             | Tatiana Volosozhar / Maksim Trankov      | Bandera de Rusia                      | 236,49           | 1              | 82,03          | 1              | 154,46         |
| 2             | Peng Cheng / Zhang Hao                   | Bandera de la República Popular China | 182,18           | 3              | 65,09          | 2              | 117,09         |
| 3             | Sui Wenjing / Han Cong                   | Bandera de la República Popular China | 171,32           | 2              | 70,13          | 5              | 101,19         |
| 4             | Marissa Castelli / Simon Shnapir         | Bandera de Estados Unidos             | 168,89           | 5              | 58,60          | 3              | 110,29         |
| 5             | Haven Denney / Brandon Frazier           | Bandera de Estados Unidos             | 167,85           | 4              | 58,67          | 4              | 109,18         |
| 6             | Paige Lawrence / Rudi Swiegers           | Bandera de Canadá                     | 153,55           | 6              | 52,78          | 6              | 100,77         |
| 7             | Anastasiya Martiusheva / Alekséi Rogonov | Bandera de Rusia                      | 145,37           | 8              | 48,97          | 7              | 96,40          |
| 8             | Narumi Takahashi / Ryuichi Kihara        | Bandera de Japón                      | 136,13           | 7              | 49,54          | 8              | 86,59          |

### Danza sobre hielo
| Clasificación | Nombre                                  | País                      | Puntuación total | Danza corta | Danza corta | Danza libre | Danza libre |
| ------------- | --------------------------------------- | ------------------------- | ---------------- | ----------- | ----------- | ----------- | ----------- |
| 1             | Meryl Davis / Charlie White             | Bandera de Estados Unidos | 186,65           | 1           | 73,70       | 1           | 112,95      |
| 2             | Anna Cappellini / Luca Lanotte          | Bandera de Italia         | 160,06           | 2           | 64,58       | 2           | 95,48       |
| 3             | Maia Shibutani / Alex Shibutani         | Bandera de Estados Unidos | 157,58           | 3           | 63,09       | 3           | 94,49       |
| 4             | Yelena Ilinyj / Nikita Katsalapov       | Bandera de Rusia          | 155,37           | 4           | 61,35       | 4           | 94,02       |
| 5             | Piper Gilles / Paul Poirier             | Bandera de Canadá         | 144,07           | 5           | 55,20       | 5           | 88,87       |
| 6             | Cathy Reed / Chris Reed                 | Bandera de Japón          | 133,76           | 7           | 51,91       | 6           | 81,85       |
| 7             | Tanja Kolbe / Stefano Caruso            | Bandera de Alemania       | 130,51           | 6           | 52,39       | 8           | 78,12       |
| 8             | Victóriya Sinitsina / Ruslan Zhiganshin | Bandera de Rusia          | 124,23           | 8           | 44,34       | 7           | 79,89       |